# Madin al-asrar fi ilm al-bihar
Madin al-asrar fi ilm al-bihar (arab. معدن الاسرار في علم البحار, Maʿdin al-asrār fī ʿilm al-biḥār) – manuskrypt sporządzony przez omańskiego kapitana Nasira ibn Alego ibn Nasira al-Chadduriego, wpisany w 2017 roku na listę Pamięci Świata.
Nasir ibn Ali ibn Nasir al-Chadduri, żyjący w latach 1870–1968, był marynarzem i kapitanem na statkach omańskich pływających po Zatoce Perskiej, Oceanie Indyjskim i Morzu Czerwonym. 
W późnych latach swego życia (pierwsza księga została ukończona w 1941 roku, druga w 1945 roku i trzecia w 1951 roku), osiadłszy w Surze, spisał ogólne informacje o żegludze i nawigacji oraz o portach i akwenach.
Opisał budowę i użycie kompasu, sekstantu, astrolabium, logów. W dziele zawarte są informacje o topografii dna morskiego, astronawigacji, szerokości i długości geograficznej, meteorologii, opisy portów, tabele odległości między nimi i czasy podróży, szkice portów. Szczególną wartość temu dziełu nadają zawarte w nim informacje o plemionach i społeczeństwach oraz miejscach istniejących na przełomie wieków, a drastycznie zmienionych w wyniku zmian cywilizacyjnych wywołanych wydobycie ropy. 
Trzy rękopisy nie zostały wydane drukiem ani skopiowane. Są w posiadaniu ministerstwa kultury Omanu, przechowywane w archiwum i zabezpieczone przed zniszczeniem. Sporządzono ich fotokopie oraz skany. Ministerstwo zachęca do ich badania, jako wskazujących na dużą rolę marynarzy omańskich w rozwoju światowej żeglugi.